# Paradaemonia castanea
Paradaemonia castanea is een vlinder uit de familie nachtpauwogen (Saturniidae), onderfamilie Arsenurinae.
De wetenschappelijke naam van de soort is voor het eerst geldig gepubliceerd door Rothschild in 1907.